# Austrolimnophila subvictor
Austrolimnophila subvictor är en tvåvingeart som beskrevs av Alexander 1948. Austrolimnophila subvictor ingår i släktet Austrolimnophila och familjen småharkrankar.
Artens utbredningsområde är Costa Rica. Inga underarter finns listade i Catalogue of Life.